# Tegocera jamesi
Tegocera jamesi är en tvåvingeart som beskrevs av Lindner 1964. Tegocera jamesi ingår i släktet Tegocera och familjen vapenflugor. Inga underarter finns listade i Catalogue of Life.